# Vigne marronne
Rubus alceifolius
Espèce
La vigne marronne (Rubus alceifolius) est une espèce de plantes à fleurs de la famille des Rosaceae. C'est une ronce dont les feuilles et le fruit ressemblent beaucoup à ceux du framboisier.
Envahissante à La Réunion, cette plante exotique y est qualifiée de peste végétale.

## Description
C'est une ronce dont les feuilles et le fruit ressemblent beaucoup à ceux du framboisier.

## Origine
La vigne marronne est originaire du Sud-Est asiatique, notamment de Sumatra.

## Situation à l'île de la Réunion

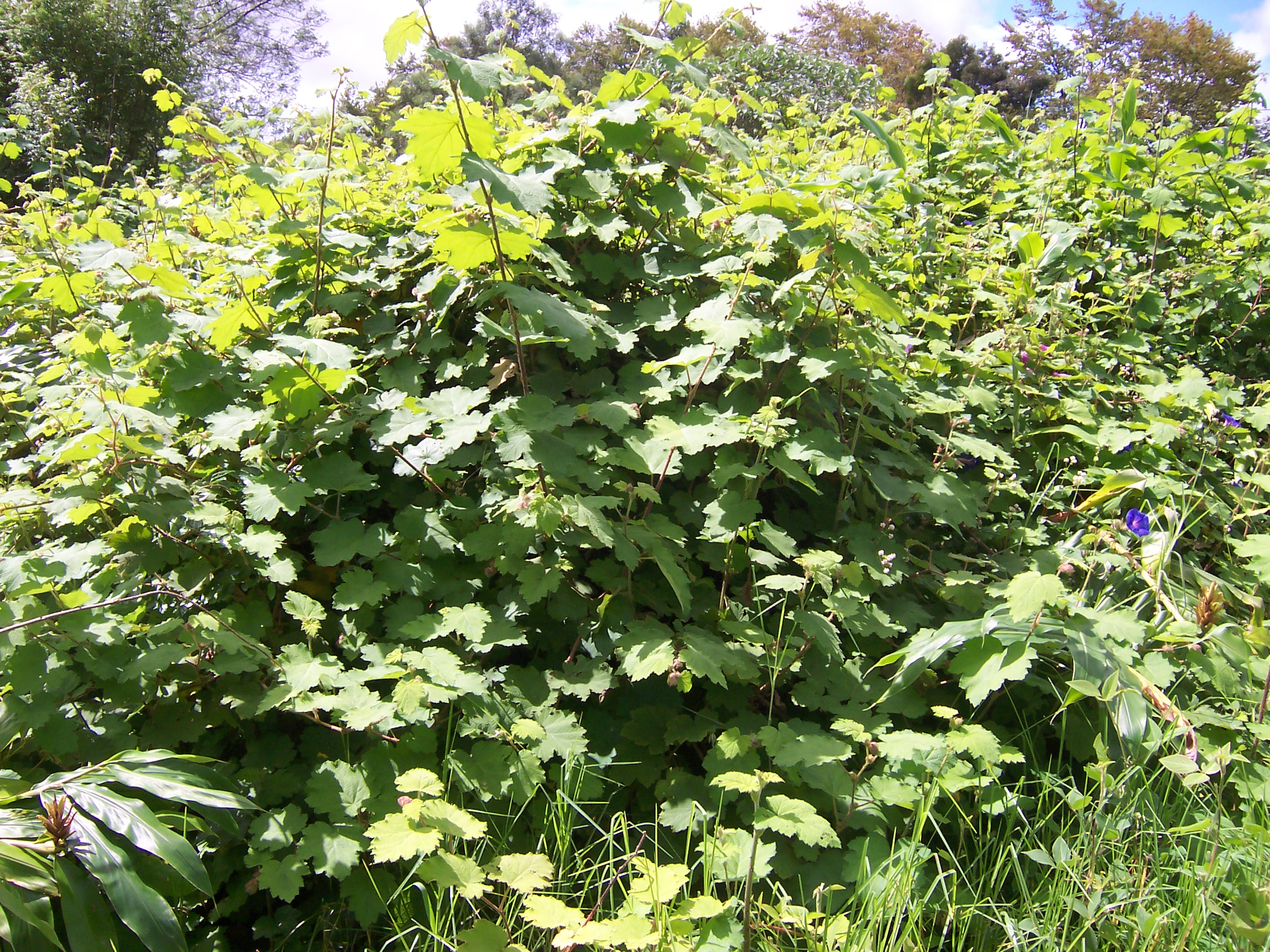
Une peste végétale très envahissante.

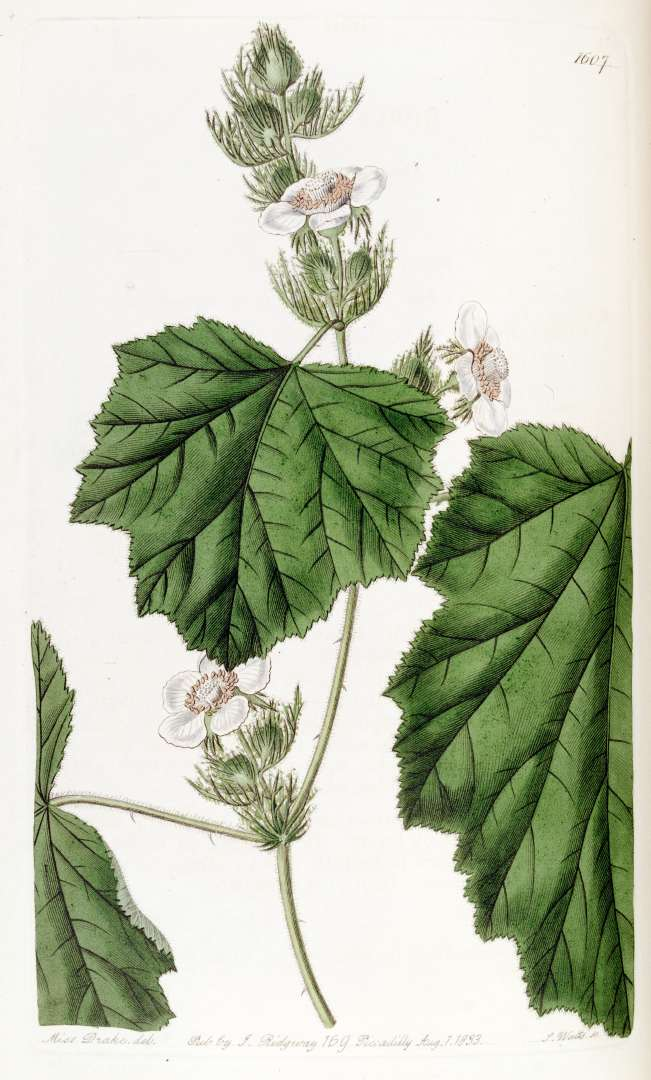
redressé

La vigne marronne a été introduite sur l'île de La Réunion à partir des années 1840-1850. Cependant, elle aurait été introduite sur l'île de Madagascar, où elle se serait hybridée avec une espèce locale très proche.
De par le manque total de « prédateur » et grâce à des conditions climatiques idéales, la vigne marronne a connu une très forte  croissance dans l'île, et ne cesse d'envahir les terres, les forêts et les champs. Cette prolifération s'explique en partie par l'absence de maladie ou d'insecte qui pourrait s'attaquer à la plante. Sa croissance rapide empêche ainsi les autres espèces végétales de se régénérer, et de survivre. La vigne marronne est ainsi devenue l'une des principales espèces végétales exotiques envahissantes à La Réunion, avec la christophine.

### Ralentir son expansion
Devenue une menace majeure pour la biodiversité des forêts réunionnaises, des techniques manuelles et chimiques ont été mises en place pour tenter de ralentir son extension. Les techniques rudimentaires d'arrachage des pieds, ou de recépage des racines sont à répéter sans cesse, nécessitant beaucoup de temps et d'effort. De même, l'usage d'herbicide n'est pas exempt de risque pour l'environnement, et s'avère fort couteux.
Le 31 juillet 2000, un arrêté rend obligatoire la lutte contre cette espèce.

### Vers une solution durable: la lutte biologique
Face aux divers problèmes rencontrés avec les méthodes manuelles et chimiques, les pouvoirs publics décident de s'orienter vers une solution dite biologique.
Ce mode de lutte nécessite une connaissance avancée de la plante, de son mécanisme de reproduction et de ses prédateurs naturels. Des études sont donc lancées en ce sens.

#### 1997 - 2008: mieux connaître la vigne marronne et trouver un agent de lutte biologique
Les études montrent ainsi que la vigne marronne de l'île de la Réunion est beaucoup plus vigoureuse que dans son pays d'origine : les branches sont longues et dures, entourées de ronces, et les feuilles sont beaucoup plus grandes. De plus, il s'avère que la vigne marronne se reproduit différemment selon l'altitude. Ainsi, entre 0 et 1 100 mètres d'altitude, elle se reproduit par graine et se multiplie de façon végétative. Au-dessus de 1 100 mètres, seule la multiplication végétative a lieu.
À la suite de ces études, il est décidé de trouver des agents de lutte biologique dans la zone d'origine de l’espèce végétale. « Des prospections ont été effectuées en Chine, Thaïlande, Vietnam, Laos, Indonésie : 4 pathogènes et 46 insectes ont été inventoriés ».
Le choix se porte finalement sur un hyménoptère, la tenthrède Cibdela Janthina, originaire de Sumatra qui, strictement dépendante de la vigne marronne, s'avère de ce fait constituer un très bon choix de lutte biologique à moindre risque environnemental.

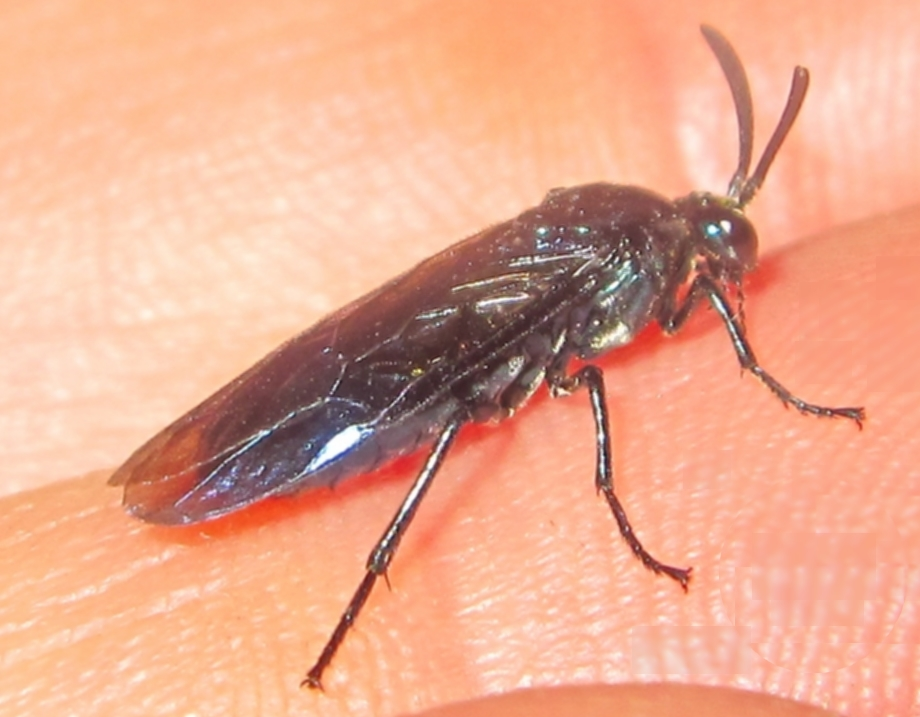
Cibdela janthina dite « mouche bleue ».

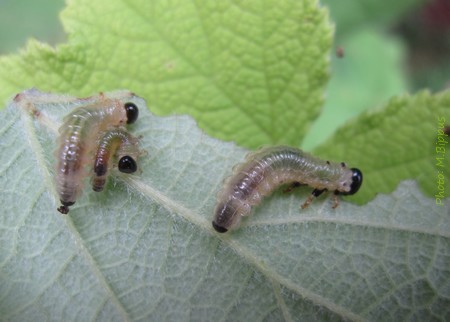
Larves de Cibdela janthina se nourrissant de feuilles de vigne marronne.

« Les larves, grégaires et phyllophages, dévorent la feuille puis de façon systématique toutes celles qui se trouvent en dessous. La plante finit par mourir après le passage de deux à trois générations de larves ».

#### 2008 à nos jours: réussite et inquiétudes
À la suite de l'avis favorable de la CSRPN et du CIRAD, et « avec autorisation préfectorale, la tenthrède C. janthina a donc été introduite en laboratoire à La Réunion début 2007, puis acclimatée sous tunnel fermé en août de la même année. Une population de base a ainsi été constituée, à partir d’adultes éclos de nymphes importées de Sumatra. Il s’agissait dans un premier temps de vérifier le bon développement de l’insecte dans les conditions naturelles de la Réunion. Les premières larves et premiers adultes ont pu être lâchés hors du tunnel début 2008, dès que la population s’est avérée suffisante ».
Les larves de « mouche bleue » ont immédiatement commencé à s'attaquer à la vigne marronne, entraînant une régression rapide de l'implantation. Ainsi, en 2010 ses larves avaient déjà détruit 300 hectares de vigne marronne, et le « front » des adultes progressait de 80 mètres par jour.
« À l’issue de l’hiver austral 2008, les dégâts sur la vigne marronne étaient déjà importants. La défoliation de la vigne était quasiment totale dans le périmètre immédiat des sites de lâcher [...] en décembre 2008, l’insecte s’était déjà dispersé de façon régulière sur 10 000 ha entre 0 et 800 m d’altitude le long de la côte est de l’île sur une distance de 40 km. Au niveau des sites de lâcher, le Rubus est totalement desséché sur plusieurs ha et une végétation naturelle dominée par des fougères indigènes (stade pionnier de la végétation locale) se met en place rapidement ».
Toutefois, peu de temps après les lâchers, la présence des mouches bleues (le stade adulte de la tenthrède) est constatée sur des fleurs butinées par les abeilles. Rapidement, les apiculteurs accusent les mouches bleues d'utiliser les mêmes ressources alimentaires que les abeilles, et par la même de les affamer. Ainsi, les apiculteurs et les arboriculteurs ont fait part de leur crainte aux autorités, et le syndicat des apiculteurs a attaqué l'État en justice dès l'automne 2009.
Le conseil régional de La Réunion a demandé l'arrêt des lâchers des mouches bleues en attendant les résultats de l'étude de l'impact sur l'environnement,.
Le CIRAD a alors engagé une première étude à l'été 2009 sur les fleurs de litchi qui « vise à étudier les éventuelles interactions entre abeille et tenthrède, ainsi que leur impact possible sur la pollinisation et la production de miel, « en présence d’un huissier et/ou d’un personnel assermenté de la Direction des services vétérinaires ».
Cette première étude de 2009 est arrivée à la conclusion que « la présence de la tenthrède n’a pas d’effet significatif sur la production de miel de litchi. [...] C’est même dans un des vergers [...] situé dans la zone de forte présence de tenthrèdes adultes durant la floraison, que le maximum de miel commercial par ruche a été enregistré ».
En février 2010, à la suite de la plainte du syndicat des apiculteurs, le tribunal administratif de Saint-Denis a mandaté un expert indépendant chargé d’instruire le dossier de la mouche bleue.
Parallèlement, le CIRAD a conduit une seconde étude à partir de février 2010, cette fois sur les interactions de la mouche bleue et des abeilles sur les baies roses (ou faux poivrier). Présentée par le préfet à la mi-septembre 2010, l'étude conclut « 1) il n’y a pas d’interaction agressive entre les abeilles et les tenthrèdes pour l’accès à la ressource, 2) la présence de tenthrèdes n’a pas d’effet significatif sur le rendement en graines du faux poivrier, 3) la présence de tenthrèdes n’a pas d’effet significatif sur la production de miel de faux poivrier ».
À l'été 2010, la régression de la vigne marronne était rapide. « Selon les scientifiques, la progression atteint des pointes de 80 mètres par jour en basse altitude [...] À ce rythme, la tenthrède pourrait avoir bouclé son tour de l’île d’ici à deux ans [...] quatre à sept générations sont nécessaires pour « tuer » le raisin marron, soit 6 à 18 mois selon l’importance du massif. [...] "Une fois le plus gros du massif détruit, on assiste à un équilibre entre la population de tenthrède et le raisin marron". [...] La surface de vigne maronne aurait d’ores et déjà diminué d’environ 10 % selon le Cirad.
Les analyses de 2012 montrent que la tenthrède a fait le tour complet de l’île, et que la vigne marronne a subi une forte régression. Dans la moitié est de l’île, les massifs ont connu une mortalité massive, et une régression significative dans la moitié ouest. Dans les zones où la vigne a le plus régressé, la tenthrède régresse fortement à son tour, faute de nourriture. En altitude, la vigne peut se développer jusqu'à 1700 mètres, alors que son ravageur ne dépasse pas 1100-1200 mètres, ce qui laisse une zone de refuge pour la plante.
Une recolonisation des zones libérées par la vigne marronne est constatée aux bénéfices des espèces environnantes, indigènes ou introduites.
Une étude de 2018 indique que « sur 98 trouées [zones sans forêt avec une forte présence de la vigne maronne] échantillonnées de 2009 à 2017, seules 22 trouées en altitude subissent une progression de la vigne marronne. Dans 66 trouées [67 %] au contraire le Rubus recule, et 10 trouées n’éprouvent aucun changement. Selon Jean-Marie Pausé du Parc national, « la cicatrisation de la forêt se passe bien ». »